# Elvasia sphaerocarpa
Elvasia sphaerocarpa là một loài thực vật có hoa trong họ Ochnaceae. Loài này được R.S.Cowan mô tả khoa học đầu tiên năm 1952.